# Acrobasis angusella
Acrobasis angusella is een vlinder van de familie van de snuitmotten (Pyralidae). De wetenschappelijke naam van deze soort is voor het eerst voorgesteld door Augustus Radcliffe Grote in een publicatie uit 1880.
De soort komt voor in de Verenigde Staten.